# Bourbon urainak és hercegeinek listája
Bourbon (avagy Bourbonnais) Franciaország neves történelmi régióinak egyike. A tartomány a nevét az antik eredetű Bourbon váráról – latinul Castrum Borboniense, mai elnevezése: Bourbon l’ Archambault – kapta. A várat a Karoling-korszakban megszerző nemesi család  a tartomány feletti uralmat is megszerezte. Ezt a családot – a vár, illetve a tartomány nevére utalással – Bourbon-háznak, mégpedig az első Bourbon-háznak nevezzük. A történetírásban – általában – a tartomány 1531-ben történt királyi birtokká válásáig, a tartományt uraló családokra figyelemmel, három Bourbon-házat különböztetnek meg; amely házak egyike sem azonos az 1589-től a francia királyokat adó Bourbon-házzal. A Bourbon Hercegség fennállása alatt – Bourbon helyett – Moulins (Moulins-sur-Allier) lett a tartomány székhelye. 1531-et, a tartomány autonómiájának megszüntetését és királyi igazgatás alá helyezését követően is királyi adományozás folytán, apanázsként a Valois-ház két tagja, továbbá a Bourbon-ház Vendôme-ágának – amelyből a Bourbon királyi ház származott – oldalágát jelentő Bourbon-Condé ágból származó egyes hercegek is viselhették a „Bourbon hercege” címet.

## Bourbon urai és úrnői[1]

### Az első Bourbon-ház
- Adelmár (Aymar, avagy Adhémar) (*894? – †953), frank nemes, Souvigny ura, Bourbon első ura, uralkodott: 913 – 953;[2]
- I. Haimon (Aymon) (*920 körül? – †959), az előzőnek a fia, uralkodott: 953–959;
- I. (Bátor) Archibald (Archambaud) (*930?, 940? – †990), az előzőnek a fia, uralkodott: 959–990;
- II. (Öreg) Archibald (Archambaud) (*970? – †1034), az előzőnek a fia, uralkodott: 990–1034;
- III. (Ifjú) Archibald (Archambaud) (*1000? – †1064?), az előzőnek a fia, uralkodott: 1034–1064?;
- IV. (Erős) Archibald (Archambaud) (*1030? – †1078), az előzőnek a fia, uralkodott: 1064–1078;
- V. (Jámbor, Kegyes) Archibald (Archambaud) (*1050? – †1096), az előzőnek a fia, uralkodott: 1078–1096;
- VI. (Tanuló) Archibald (Archambaud) (*1090? – †1116), az előzőnek a fia, uralkodott: 1096–1116;
- II. Haimon (Aymon) (*1055? – †1120), az előzőnek a nagybátyja (IV. Archambaud fia, V. Archambaud öccse), uralkodott: 1116–1120;
- VII. Archibald (Archambaud) (*1100? – †1171), az előzőnek a fia, uralkodott: 1120–1171;
- I. Matild (Mahaut) (*1165? – †1218), az előzőnek az unokája (Archibaldnak (*1140? – †1169) – VII. Archibald fiának – a leánya), uralkodott: 1171–1218.

### A második Bourbon-ház[3]
- (Dampierre-i) Guidó (Guy) (*? – †1216), II. Guidó, Dampierre ura, az előzőnek, I. Matild úrnőnek a férje; a házasságkötés folytán uralkodott: 1196–1216;
- VIII. (Nagy) Archibald (Archambaud) (*1189? – †1242), az előzőnek a fia, uralkodott: 1218–1242;
- IX. (Ifjabb) Archibald (Archambaud) (*1205 – †1249), az előzőnek a fia, uralkodott: 1242–1249;
- II. Matild (Mahaut) (*1234 – †1264), az előzőnek a leánya, uralkodott: 1249–1262;
- Ágnes (*1237 – †1287), az előzőnek a húga, uralkodott: 1262–1287.

### A Burgundiai-ház[4]
- (Burgundiai) János (*1231 – †1267), János, Charolais grófja, az előzőnek, Ágnes úrnőnek a férje, IV. Hugó (*1212 – †1272) burgundiai hercegnek (1218–1272) a fia (Capet-Burgundiai-ház); a házasságkötés folytán uralkodott: 1262–1267;
- Beatrix (*1257 – †1310), az előzőnek a leánya, uralkodott: 1287–1310.

### A harmadik Bourbon-ház[5]
- (Franciaországi) Róbert (*1256 – †1317), Róbert, Clermont (Clermont-en-Beauvaisis) grófja (1268–1317), az előzőnek, Beatrix úrnőnek a férje, IX. (Szent) Lajos királynak (*1214 – †1270, uralkodott: 1226–1270; Capet-ház) a fia, uralkodott – a feleségével együtt –: 1287–1310, önállóan: 1310–1317.

## Bourbon hercegei és hercegnője

### A harmadik Bourbon-ház
- I. (Nagy) Lajos (*1279 – †1342), az előzőnek a fia, uralkodott: 1317–1342, 1327-től herceg; (Clermont grófja: 1317–1327, La Marche grófja: 1322–1342);
- I. Péter (*1311 – †1356), az előzőnek a fia, uralkodott: 1342–1356;
- II. (Jó) Lajos (*1337 – †1410), az előzőnek a fia, uralkodott: 1356–1410;
- I. János (*1381 – †1434), az előzőnek a fia, uralkodott: 1410–1434;[6]
- I. Károly(*1401 – †1456), az előzőnek a fia, uralkodott: 1434–1456;
- II. (Jó) János (*1426 – †1488), az előzőnek a fia, a Francia Királyság fő-hadparancsnoka (Connétable), uralkodott: 1456–1488;
- II. Károly (*1433 – †1488), az előzőnek az öccse, lyoni érsek, uralkodott: 1488–1488;
- II.  (Beaujeu) Péter (*1438 – †1503), az előzőnek az öccse, uralkodott: 1488–1503; (Péter, Beaujeu ura);
- Zsuzsanna (*1491- †1521), az előzőnek a leánya, uralkodott: 1503–1521.

### Bourbon-ház Montpensier-ág
- III. Károly (*1490 – †1527), Károly, Montpensier grófja (1501–1527 /ténylegesen: 1523/), a Francia Királyság fő-hadparancsnoka (Connétable), az előzőnek, Zsuzsanna hercegnőnek a férje, I. János herceg dédunokája,[7] uralkodott, a feleségével együtt: 1505–1521, egyedül (ténylegesen): 1521–1523.

A Bourbon Hercegséget 1523-ban I. Ferenc  király elkobozta, 1531-ben végleg a francia koronabirtokokhoz csatolta.

## A harmadik Bourbon-ház egyes ágai

### Bourbon-ház Vendôme-ág (a Bourbon királyi ház eredete)
- I. Jakab (*1319? – †1362), I. (Nagy) Lajos herceg fia, a Francia Királyság fő-hadparancsnoka (Connétable), La Marche grófja, uralkodott: 1342–1362;
- János (*1344? – †1393), az előzőnek a fia, La Marche grófja, uralkodott: 1362–1393; VII. János, Vendôme grófja, uralkodott: 1372–1393;
- Lajos (*1376 körül – †1446), az előzőnek a fia, Vendôme grófja, uralkodott: 1393–1446;[8]
- VIII. János (*1428 – †1477), az előzőnek a fia, Vendôme grófja, uralkodott: 1446–1477;
- Ferenc (*1470 – †1495), az előzőnek a fia, Vendôme grófja, uralkodott: 1470–1495;
- Károly (*1489 – †1537), az előzőnek a fia, Vendôme grófja, uralkodott: 1495–1514; Vendôme hercege, uralkodott: 1514–1537;[9]
- Antal (*1518 – †1562), az előzőnek a fia, Vendôme hercege, uralkodott: 1537–1562; (I.) Antal navarrai király, uralkodott: 1555–1562, (Bourbon-ház);[10]
- Henrik (*1553 – †1610), az előzőnek a fia, Vendôme hercege, uralkodott: 1562–1589; III. Henrik navarrai király, uralkodott: 1572–1610; IV. Henrik, Franciaország királya, uralkodott: 1589–1610; (Bourbon-ház).[11]

1589-ben Vendôme hercegséget a koronabirtokokhoz csatolták.

### Bourbon-ház Condé-ág (a „nagy Condé” hercegig bezárólag)
- I. Lajos (*1530 – †1569), Károlynak, Vendôme hercegének a fia, Condé első hercege: 1546–1569; (Enghien grófja, majd első hercege);
- I. Henrik (*1552 – †1588), az előzőnek a fia, Condé második hercege: 1569–1588; (Enghien második hercege);
- II. Henrik  (*1588 – †1646), az előzőnek a fia, Condé harmadik hercege: 1588–1646; (Enghien harmadik hercege);
- II. Lajos (*1621 – †1686), a „nagy Condé”, az előzőnek a fia, Condé negyedik hercege: 1646–1686; (Enghien negyedik hercege).[12]

## Lásd még
- http://fr.wikipedia.org/wiki/Duc_de_Bourbon – 2013. 06. 07.
- http://fr.wikipedia.org/wiki/Liste_des_comtes_de_Clermont-en-Beauvaisis – 2013. 06. 07.
- http://fr.wikipedia.org/wiki/Liste_des_comtes_de_Montpensier
- http://fr.wikipedia.org/wiki/Liste_des_comtes_de_la_Marche – 2013. 06. 07.
- http://fr.wikipedia.org/wiki/Liste_des_comtes_de_Vend%C3%B4me – 2013. 06. 07.
- http://fr.wikipedia.org/wiki/Principaut%C3%A9_de_Cond%C3%A9 – 2013. 06. 07.
- http://fr.wikipedia.org/wiki/Duc_d%27Enghien – 2013. 06. 07.
- http://it.wikipedia.org/wiki/Elenco_di_signori_e_duchi_di_Borbone Archiválva 2014. augusztus 12-i dátummal a Wayback Machine-ben – 2013. 06. 07.
- http://nl.wikipedia.org/wiki/Huis_Bourbon – 2013. 06. 07.
- https://de.wikipedia.org/wiki/Liste_der_Herren_und_Herz%C3%B6ge_von_Bourbon  – 2013. 06. 07.

## Külső hivatkozások
- – 2013. 06. 07.
- – 2013. 06. 07.
- – 2013. 06. 07.
- – 2013. 06.07.
- – 2013. 06.07.
- – 2015. április 18.
- – 2015. április 18.
- – 2015. április 18.